# Gråbröstad tyrann
Gråbröstad tyrann (Lathrotriccus griseipectus) är en fågel i familjen tyranner inom ordningen tättingar.

## Utseende och läten
Gråbröstad tyrann är en 13 cm lång huvudsakligen grå flugsnapparliknande fågel. Ovansidan är olivgrå, gråast på hjässan, med vitaktig bruten ögonring och i en fläck ovan tygeln. Vingarna är sotfärgade med två vitaktiga vingband. Strupen är ljusgrå, med mörkare bröst och vitaktig buk. Den är gråare än andra liknande flugsnappare i området förutom tumbespivin, men denna är större, saknar tydliga vingband och ögonring samt har avvikande beteende. Sången består av sträva "zhweéur zhweer-zhwer-zhwer" som hörs mest under regnperioden.

## Utbredning och systematik
Fågeln förekommer i torra tropiska sydvästra Ecuador och nordvästra Peru. Den behandlas som monotypisk, det vill säga att den inte delas in i några underarter.

## Status och hot
Arten har ett stort utbredningsområde, men tros minska i antal, dock inte tillräckligt kraftigt för att den ska betraktas som hotad. Internationella naturvårdsunionen IUCN listar arten som livskraftig (LC). Världspopulation uppskattas till 10 000–20 000 vuxna individer. IUCN kategoriserar den som livskraftig.